# Mahmud Qurbanov
Mahmud Qurbanov (ur. 10 maja 1973 w Gandży, Azerbejdżan) – azerski piłkarz występujący na pozycji pomocnika. W reprezentacji Azerbejdżanu zadebiutował w 1994 roku. W latach 1994–2008 rozegrał w niej 69 meczów, w których zdobył jedną bramkę.